# Resteigne
Resteigne (en wallon Rèstègne) est une section de la commune belge de Tellin située en Région wallonne dans la province de Luxembourg.
C'était une commune à part entière avant la fusion des communes de 1977 qui faisait partie de la province de Namur.

## Évolution démographique
- Source: DGS, 1831 à 1970=recensements population, 1976= habitants au 31 décembre

## Liste des bourgmestres jusqu'à 1977
- Edmond d'Hoffschmidt[1] dit l'Ermite.

## Patrimoine et culture

### Patrimoine architectural et sites
- Le château[2] a été inscrit en urgence sur la « liste de sauvegarde » du patrimoine en juillet 1992 avec tout le lieu-dit le Bru[3].
- L'église Notre-Dame[4].
- La Lesse et le pont Edmond d'Hoffschmidt, construit en 1846.
- Le moulin à eau.
- Les ruines de l'ermitage.
- La réserve forestière des Gaudrées, le bois de Niau.
- Le verger didactique.

## Cartes postales anciennes

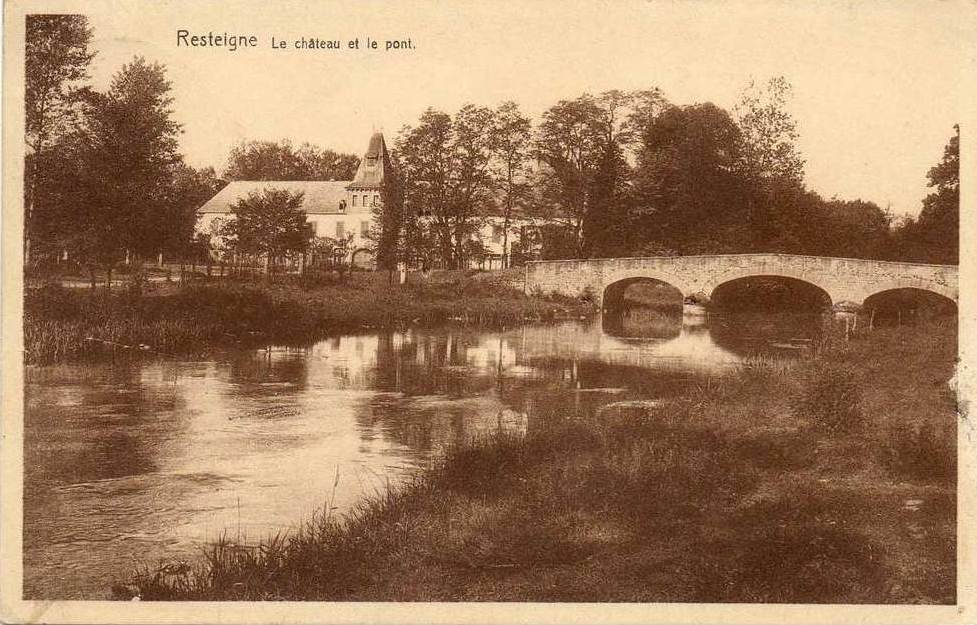
Le château de Resteigne et le pont Hoffschmidt sur la Lesse.
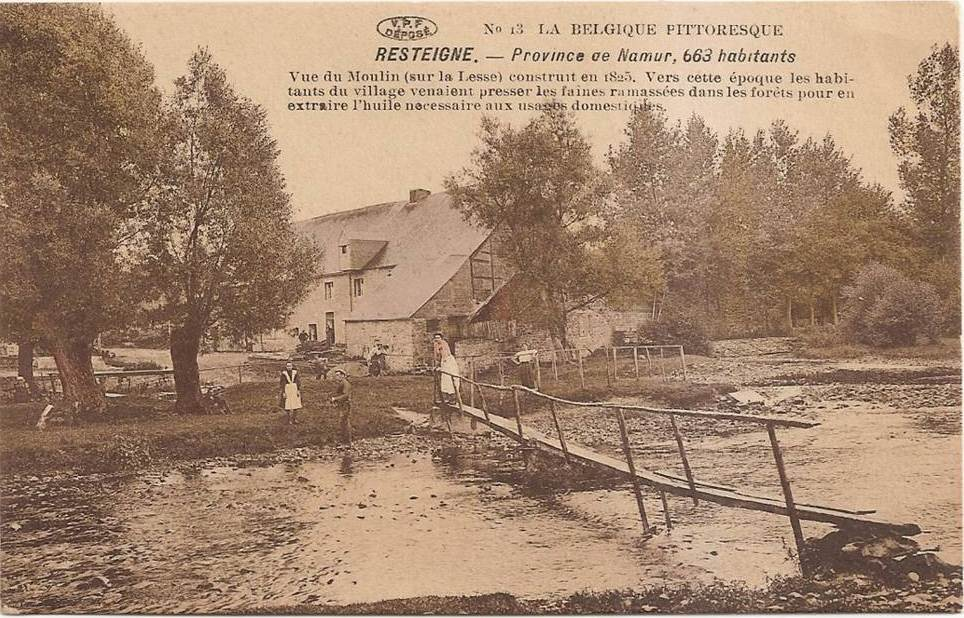
Le vieux Moulin sur la Lesse.
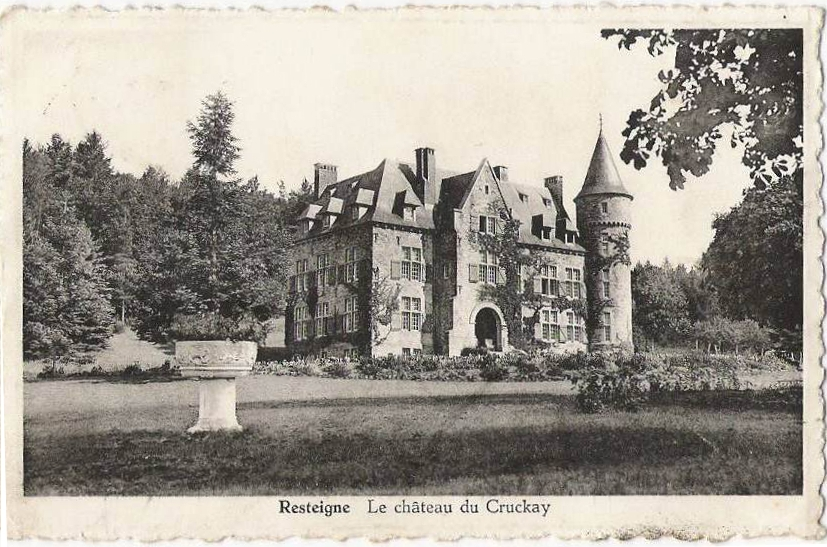
Le château de Cruckay.
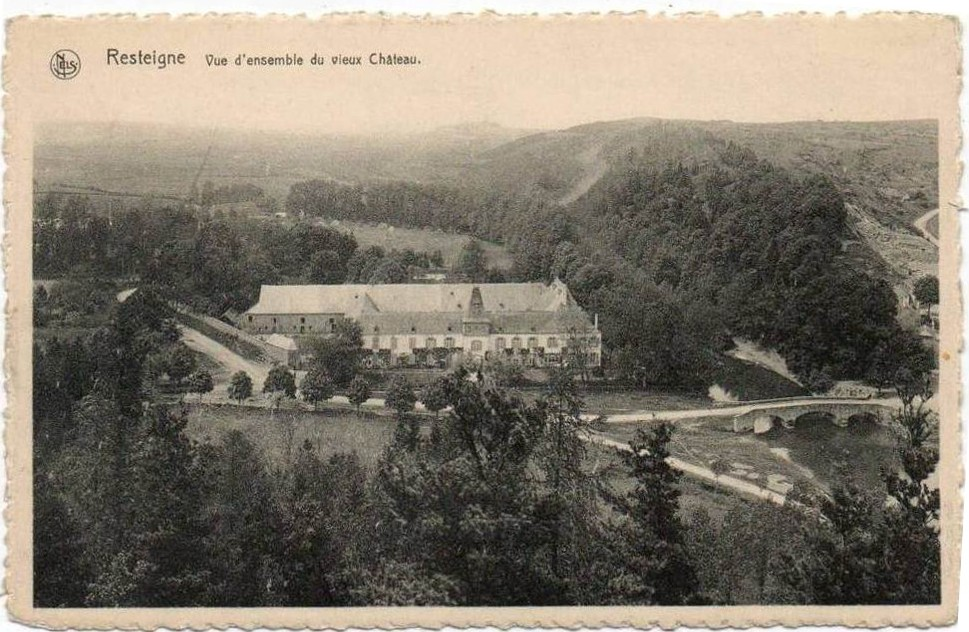
Le château de Resteigne, vue aérienne.
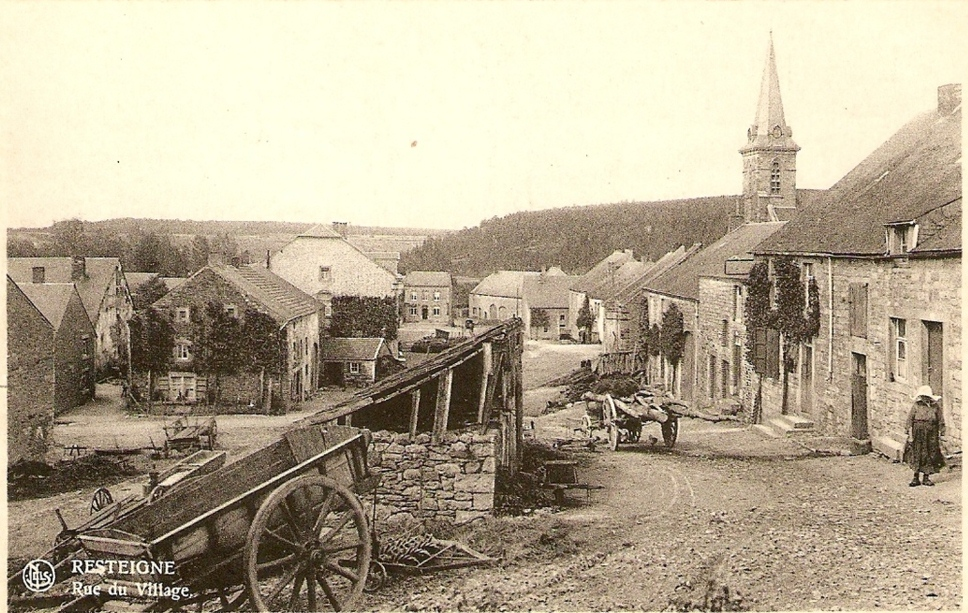
Une rue du village de Resteigne.